# بندديدغان
بندديدغان (بالفارسية: بنددیدگان) هي قرية تقع في البلدة المركزية في إيران. يقدر عدد سكانها بـ 111 نسمة .